# إدارة الهوية
إدارة الهوية أو إدارة الهوية والوصول هي مجموعة من من السياسات والتقنيات التي تهدف إلى ضمان حصول المستخدمين المناسبين، والذين يشكلون جزءًا من النظام البيئي البرمجي المتصل بالمؤسسة أو داخلها، على إمكانية الوصول المناسبة إلى الموارد التقنية. تندرج أنظمة إدارة الهوية والوصول تحت مظلة شاملة لأمن تقانة المعلومات وإدارة البيانات. ولا تقتصر أنظمة إدارة الهوية والوصول على تحديد هوية الأفراد الذين سيستخدمون موارد تقنية المعلومات والتحقق من هويتهم والتحكم في وصولهم فحسب، بل تشمل أيضًا الأجهزة والتطبيقات التي قد يحتاج الموظفون إلى الوصول إليها.
تُدير أنظمة ومنتجات وتطبيقات ومنصات إدارة الهوية كلا من بيانات التعريف والبيانات الملحقة بالكيانات، بما في ذلك الأفراد والأجهزة الحاسوبية والبرمجيات التطبيقية. ويغطي إدارة الهوية قضايا عديدة مثل كيفية حصول المستخدمين على هوية، وحجم الأدوار والصلاحيات والأذونات التي تمنحها الهوية، وكيفية حماية تلك الهوية، والتقنيات التي تدعم تلك الحماية، مثل بروتوكولات الشبكة، والشهادات الرقمية، وكلمات المرور، وما إلى ذلك.

## نظرة عامة
يُشير مُصطلح إدارة الهوية، أو إدارة الهوية والوصول إلى مجموعة من العمليات التنظيمية والتقنية التي تهدف إلى تسجيل وتفويض حقوق الوصول في مرحلة التكوين، ثم في مرحلة التشغيل لتحديد هوية الأفراد أو مجموعات الأشخاص ومصادقتهم والتحكم في وصولهم إلى التطبيقات أو الأنظمة أو الشبكات وفقًا لصلاحيات الوصول المحددة مسبقًا. أي أن المهمة الأساسية لإدارة الهوية تتمثل في التحكم في معلومات المستخدمين على أجهزة الحواسب. وتتضمن هذه المعلومات معلومات المصادقة على هوية المستخدم، والمعلومات التي تصف البيانات والإجراءات المصرح له بالوصول إليها أو تنفيذها. كما تشمل إدارة المعلومات الوصفية عن المستخدم وكيفية الوصول إلى هذه المعلومات وتعديلها، ومن يُمكن القياد بذلك. وبالإضافة إلى إدارة بيانات هوية المستخدمين، فإن مفهوم إدارة الهوية يشمل أيضًا إدارة الكيانات الأخرى بدءًا من موارد الأجهزة والشبكات، وحتى التطبيقات. يوضح الرسم البياني التالي العلاقة بين مرحلتي التكوين والتشغيل في إدارة الهوية والوصول، بالإضافة إلى التمييز بين إدارة الهوية وإدارة الوصول.
أما مفهوم إدارة الهوية اللامركزية فيشير إلى إدارة الهوية التي تعتمد على المعرفات اللامركزية.

## الخصوصية
يثير وضع المعلومات الشخصية على شبكات الحاسوب بطبيعة الحال مخاوفًا تتعلق بالخصوصية، ففي غياب الحماية المناسبة، قد تُستخدم البيانات والمعلومات الشخصية للأفراد لأغراض المراقبة. تستخدم خدمات الشبكات الاجتماعية ومنصات التواصل الاجتماعي عبر الإنترنت تقنيات إدارة الهوية بشكل مكثف، وبالتالي، أصبحت مساعدة المستخدمين في تحديد كيفية إدارة صلاحيات وأذونات الوصول إلى معلوماتهم الشخصية قضيةً ذات أهمية واضحة.

## الأبحاث
تُغطي الأبحاث المتعلقة بإدارة الهوية عدة مجالات من بينها التخصصات التقنية والعلوم الاجتماعية والعلوم الإنسانية والقانون.